# Glee (pieza musical)
Un glee (himno de júbilo o alegría) es un tipo de part song (música coral) en inglés, compuesto durante los períodos tardobarroco, clasicista y de comienzos del romanticismo (aproximadamente, durante la época georgiana en su conjunto). El carácter respetable y artístico de los glees contrasta con la obscenidad de los muchos catches que se continuaron componiendo y cantando hasta bien entrados los primeros años del siglo XIX.
El uso de la voz de contratenor en la(s) parte(s) superior(es) de los glees compuestos para voces masculinas, y en la(s) parte(s) de alto en aquellas para voces mixtas, es una característica particular de la forma (el exponente más famoso, conocido por su ornamentación elegante, era William Knyvett) y sirve para distinguir los glees de otras piezas para voces masculinas, que generalmente carecen de escritura contrapuntística y tienen la parte superior para ser interpretada por un tenor. Esto les da una nota más alta alrededor de una tercera mayor por debajo de la voz masculina. Se requiere cierto cuidado al interpretar la sonorización prevista de los glees en las ediciones contemporáneas, debido a la sustitución gradual, que se está produciendo en este momento, de la clave en C por la clave de sol, pero a menudo sin que se especifique la transposición de octava requerida.

## Formulario
El término "glee" se ha utilizado tan vagamente como el  de madrigal, a partir de cuyo redescubrimiento probablemente creció el impulso para la composición de los glees (esa, al menos, era la opinión de John Callcott). Los glees, aunque a menudo en forma binaria simple, también pueden ser piezas extendidas que constan de una serie de movimientos cortos contrastados en clave y tempo, incluida la llamada pintura de palabras. Sus textos pueden ser amigables, fraternales, idílicos, tiernos, filosóficos o incluso (ocasionalmente) dramáticos. Los compositores de glees a menudo recurrieron a poetas casi contemporáneos para sus textos sobre temas pastorales, así como fuentes tan diversas como Geoffrey Chaucer, Nicholas Breton, William Shakespeare y John Milton, o a traducciones de poetas clásicos o incluso a textos de Goethe. Algunos compositores también utilizaron textos de fuentes más románticas, como la epopeya Ossian de James Macpherson.
La forma era muy flexible y estaba basada en el texto y, por lo tanto, podía ser mucho más compleja en términos de variedad de textura y libertad de expresión que la de las composiciones del tipo part song románticas posmendelssohnianas, que reemplazaron en gran medida al glee, y estaban destinadas a ser cantadas por coros. Varios compositores de glees escribieron piezas que describieron como madrigales, imitando el estilo renacentista, siendo la más famosa 'Déjame mentir descuidadamente y sin pensar' de Thomas Linley padre. De hecho, muchos glees utilizan procedimientos contrapuntísticos procedentes del madrigal como parte de su conjunto de efectos. Otros compositores yuxtapusieron con éxito secciones en el estilo de la obertura francesa y de la música galante, con movimientos affetuosos 3/4 y secciones de robusta escritura fugaz haendeliana, así como secciones cortas para voces solistas o a dúo. Muy pocos glees tienen bajo continuo u otro acompañamiento instrumental.
Un ejemplo notable del tipo más simple de glee es Glorious Apollo, de Samuel Webbe Sr., escrito en 1787 como tema musical para el recién fundado London Glee Club. Es una pieza vigorosa para tres voces (ATB). El glee de Webbe echó raíces en el Harvard Glee Club, el grupo de este tipo más antiguo de Estados Unidos, que todavía canta esta canción. Webbe escribió tanto el texto como la música, y en él trazó fielmente la historia del London Glee Club. Durante los primeros años, las reuniones se fueron desarrollando entre los hogares de los miembros. Esto se refleja en la segunda línea, que señala que el club estaba "deambulando buscando un templo para su alabanza". Finalmente encontró su "templo" cuando las reuniones del club se trasladaron al Newcastle Coffee House. Las referencias de Webbe a los dioses del panteón griego eran parte integrante de la identificación de los clubes de canto de caballeros georgianos con las actividades de aprendizaje y ocio del mundo clásico. Webbe estructuró el poema de modo que las dos primeras coplas de cada verso fueran cantadas por voces solistas, con todos los miembros uniéndose al estribillo, "Así luego combinando...".

Glorious Apollo
Glorious Apollo from on high beheld us,
Wand'ring to find a temple for his praise.
Sent Polyhymnia hither to shield us,
While we ourselves such a structure might raise.
Thus then combining, hands and hearts joining,
Sing we in harmony Apollo's praise.
Here ev'ry gen'rous sentiment awaking,
Music inspiring unity and joy.
Each social pleasure giving and partaking,
Glee and good humour our hours employ.
Thus then combining, hands and hearts joining,
Long may continue our unity and joy.
Glorioso Apolo
El glorioso Apolo desde lo alto nos vio,
Deambulando en busca de un templo para su alabanza.
Envió a Polimnia aquí para protegernos,
Aunque nosotros mismos podríamos crear una estructura así.
Así luego combinando, uniendo manos y corazones,
Cantamos en armonía las alabanzas de Apolo.
Aquí se despierta cada sentimiento generoso,
Música que inspira unidad y alegría.
Cada placer social dando y participando,
Alegría y buen humor que empleamos en nuestro horario.
Así luego combinando, uniendo manos y corazones,
Que nuestra unidad y alegría continúen por mucho tiempo.

## Historia
La primera canción que se describió como un glee fue "Turn, Amaryllis, to thy Swain" de Thomas Brewer y algunas de las piezas llamadas glees se produjeron durante el resto del siglo XVII, pero su apogeo se produjo en los años transcurridos entre 1750 y 1850. La forma comenzó a ganar importancia con el establecimiento a principios del siglo XVIII de clubes de canto para caballeros o clubes de música vocal en Londres alrededor de 1726, cuando se fundó la Academia de Música Vocal (rebautizada como Academia de Música Antigua en 1731). Estos clubes estaban formados por grupos selectos de entusiastas entre cuyos miembros e invitados se encontraban músicos de renombre, en particular organistas y cantantes profesionales de las principales iglesias, además de caballeros aficionados. Gran parte de la música era para voces masculinas y cualquier concesión a otras voces generalmente las cantaba un pequeño grupo de niños (coristas de la iglesia). Las damas rara vez estaban presentes excepto como oyentes. Los glees se componían para entre tres y ocho voces y lo ideal es que los más elaborados fuesen cantados a capela, uno por parte, por cantantes corales o solistas profesionales.
El primero de los grandes clubes georgianos que adoptó específicamente el glee fue el Noblemen and Gentlemen's Catch Club de Londres, fundado en 1761. Las sociedades para cantar, escuchar y apreciar estos cánticos mientras se cenaba y bebía se hicieron populares en el siglo XVIII y se mantuvieron así hasta bien entrado el siglo XIX. Los clubes de glee vivieron su punto más activo durante la segunda mitad del siglo XVIII, fomentando la producción de nuevas piezas mediante la concesión de premios a sus compositores. Por ejemplo, en 1763, el Catch Club ofrecía cuatro premios al año: dos por glees (uno serio, otro alegre), uno por un catch y otro por un canon. Si la Colección Warren es representativa, los catchs solían ser obscenos y los cánones religiosos. La participación de músicos italianos residentes en Londres parece haber sido bien recibida. Otras agrupaciones similares fueron el Hibernian Catch Club (Dublín), el Gentlemen's Glee Club (Mánchester) y el Apollo Glee Club (Liverpool). Algunos glees, como por ejemplo 'Mona on Snowdon Calls' de William_Crotch, a veces se introducían en las producciones teatrales.
A medida que avanzaba el siglo XIX, los gustos musicales cambiaron junto con las estructuras sociales, y el glee como forma musical comenzó a ser reemplazado por la part song romántica, dirigida a coros más grandes. A mediados del siglo XX, el glee rara vez se representaba. Desde entonces, sin embargo, grupos de canto profesionales han interpretado y grabado glees con cierto éxito.

## Clubes deglees
Alrededor de 1850, cuando las sociedades corales más grandes suplantaron a los clubes anteriores, el término "glee club" se utilizó cada vez más en los EE. UU. para describir conjuntos colegiados que interpretaban glees y otras formas de música ligera en circunstancias informales. A medida que estos clubes de coros comenzaron a parecerse más a los coros estándar durante el siglo XX, la tradición de cantar a coro en un determinado contexto social fue desapareciendo.

## Compositores notables deglees
- Thomas Arne
- Samuel Arnold
- Luffman Atterbury
- Thomas Attwood
- Jonathan Battishill
- William Beale
- Thomas Brewer
- John Callcott
- Benjamin Cooke
- William Crotch
- John Danby
- John Goss
- William Hayes
- Joseph Haydn
- William Horsley
- George William Martin
- Lord Mornington
- James Nares
- William Paxton
- John Sale
- Reginald Spofforth
- John Stafford Smith
- R. J. S. Stevens
- John Andrew Stevenson
- Stephen Storace
- T. A. Walmisley
- Samuel Webbe Sr.